# Aurélio Carlos Moreira
Aurélio Carlos Moreira é um locutor de rádio português. Com uma carreira de mais de 60 anos, é o locutor de rádio há mais anos no activo em Portugal.
Moreira começou a sua carreira no microfone com apenas 17 anos e, ao longo das suas seis décadas, fez parte da direcção de várias revistas e jornais, trabalhou na televisão, e entrevistou diversas personalidades como Stevie Wonder, Tina Turner e Diana Ross. Actualmente, tem um podcast e um programa semanal na rádio Paju.

## Biografia

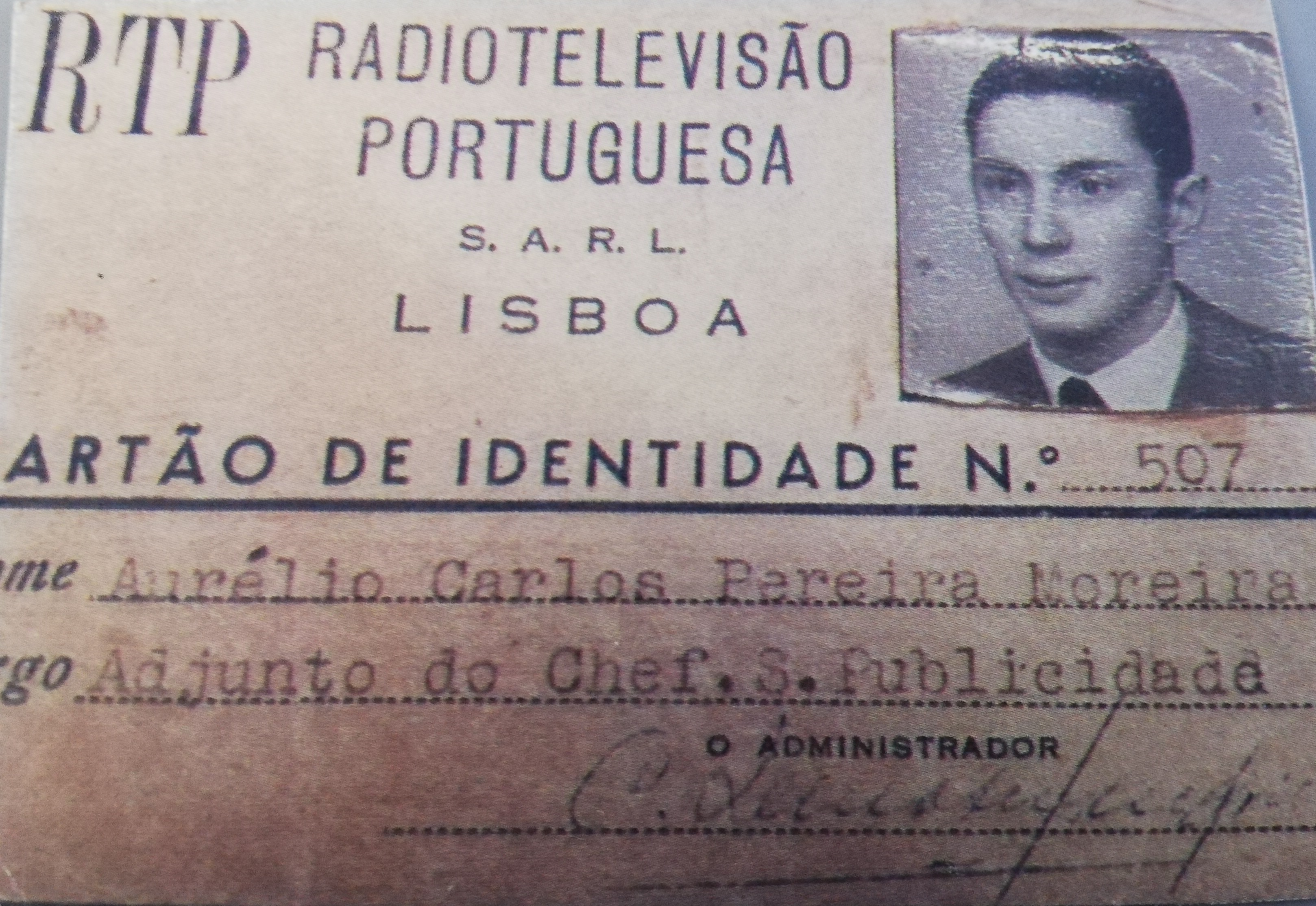
Cartão RTP

Locutor de rádio há 67 anos, “Viagem Musical” foi o programa de estreia de Aurélio Moreira, em 1956, na Rádio Peninsular. Aurélio Carlos Moreira passou também pelo Rádio Clube Português e pela Rádio Renascença. Passou pela televisão como produtor e como apresentador na RTP, em 1958, a convite de uma figura muito importante, Dr. Artur Varatojo.
Também teve a possibilidade de editar e dirigir jornais e revistas. Foi diretor de uma revista de um programa que era dedicado a gente nova, o Passatempo para jovens mais tarde o “Páju” foi um dos programas radiofónicos mais duradouros - 48 anos de emissão, conduzido por Aurélio Moreira, começou no final dos anos 60 e para além de falar de música incluía rubricas de cinema, teatro, desporto e colaboração dos leitores.
Acompanhou em reportagem 23 voltas a Portugal em bicicleta, produziu na altura o único programa dedicado ao Ciclismo, O Rádio Ciclismo, mais tarde a convite do Artur Agostinho e do Ribeiro Cristóvão passou a colaborar na "Bola Branca".
Esteve Presente em mais de 60 Festivais, mas o seu primeiro foi onde esteve presente a Madalena Iglésias, com o “Ele e Ela”. No mesmo ano, esteve na Canção do Mediterrâneo, em Barcelona. A partir de 1967 marcou presença em festivais de SanRemo. Os OTI foram mais tarde, o  primeiro foi em 1977, em Madrid. Depois, continuou na Argentina, Venezuela, México, e em Portugal. O Midem (Marché International du Disque et de l’Édition Musicale) em Cannes, França, premiava os grandes nomes da música daquela altura. A estreia no festival foi na companhia do João Paulo Diniz, em janeiro de 1974, nesse festival estiveram The Pointer Sisters – uma banda norte-americana sensação –, um senhor chamado Stevie Wonder, o músico francês Yves Montand e a brasileira que vendia mais discos juntamente com Roberto Carlos, Clara Nunes.
Hoje em dia tem um programa na rádio Pajú online e a rubrica "Eu sou Romântico" no website popcasts.pt.